# 鈴木一功
鈴木 一功（すずき いっこう、1952年5月19日 - ）は、日本の俳優。
東京都世田谷区三軒茶屋出身。ワンダー・プロダクション。現在はレクラム舎所属。

## 来歴・人物
中学卒業後、家業倒産の為、放浪生活を送る。
17歳で結婚。
18歳で原宿学校（東京映像芸術学院）映画専門学校の俳優科に入る（同期には竜二を撮った金子正次がいた）。教えに来ていた蜷川幸雄に師事し、演劇集団桜社に参加。唐十郎の『盲導犬』、清水邦夫の『泣かないのか、泣かないのか1973年のために』に出演する。
1976年に仲間とレクラム舎を結成。『雨のワンマンカー』『人類館』『幻に心もそぞろ狂おしの我れら将門』で主演。一人芝居『ボクサー』『タバコの害について』『動物園物語」等をストリップ小屋やボクシングジムなどで上演。その企画力も注目される。西部邁原作『友情・ある半チョッパリとの45年』、さねとうあきら原作『べっかんこおに』を全国で公演中。国外での公演の企画も進んでいる。
1996年に公開された及川中監督の『日本製少年』で注目され、映画の世界にも進出してSABU作品や三池崇史作品や塚本晋也作品などに出演。テレビ、Vシネマにも多く出演し存在感を示している。
30代（1982年〜1992年）の頃、フリーランスの編集者として平凡パンチに在籍。同僚に現在映画を撮っている杉作J太郎などもいた。漫画家根本敬の担当編集者を経験している。根本敬の『少年』はその時代に生み出された作品である。他に、劇作（喜一朗のペンネームで『真夜中のキッチン』『カラザの楽園』『S町の物語』他を発表）ルポ、エッセー等の作品を発表している。2016年にIBCパブリッシング『日本の銭湯ガイド』、新潮社『ファイティング40ママはチャンピオン』を出版。作家デビューする。『ファイティング40ママはチャンピオン』はNHKにより佐藤B作主演でラジオドラマとなる。本人も河童屋役で出演。現在東京工芸大学にて身体表現科の非常勤講師を勤める。東京新聞にて「私の東京物語」を連載。

## 出演

### 舞台
- 雨のワンマンカー - レクラム舎
- 人類館 - レクラム舎
- 幻に心もそぞろ狂おしの我ら将門 - レクラム舎
- あの愛の一群たち - 木冬舎
- 時の崖 - レクラム舎
- タバコの害について - レクラム舎
- 真夜中のキッチン - レクラム舎
- 戯曲冒険小説 - レクラム舎
- 紙風船 - 木山事務所
- 木の皿 - 加藤健一事務所
- 時の物置 - 二兎舎
- 梶山太郎の憂鬱と微笑 - 道学先生[1]
- 母（マタカ）- オフイスコットーネ
- べっかんこ鬼 - レクラム舎

他多数

### 映画
- 日本製少年 （1996年）
- 弾丸ランナー
- アンラッキーモンキー
- ビジターQ （2001年）
- 踊る大捜査線 THE MOVIE 2 レインボーブリッジを封鎖せよ! （2003年） - 刑事 役
- うめく排水管 （2004年）
- イン・ザ・プール （2005年）
- 約束の地に咲く花 （2007年）
- 飼育の部屋（2002年）- 矢口 役
- ある役者たちの風景（2021年）

他多数

### テレビドラマ
- チョッちゃん（1986年） - 早川文吉 役
- 暴れん坊将軍VIII 第16話「弟よ 江戸に来た姉の想い」（1998年、テレビ朝日 東映） - 妻八 役
- びんぼう同心御用帳 第6話「侍っ子! 」（1998年、テレビ朝日・東映） - かすみの三次 役
- 土曜ワイド劇場
  - おとり捜査官・北見志穂2（1999年） - 宇野隆一 役
  - 弁天祐美子法律事務所2（2009年） - 郷田刑事 役
- 火曜サスペンス劇場 - NTV系
  - 監察医・室生亜季子23・不審死体〜体は二つで心は一つ…夫殺しの妻と女弁護士の女の連帯〜（1998年2月3日、東映） - 桜井医師 役
  - 刑事・鬼貫八郎8（1998年） - 川瀬刑事 役
  - 警部補 佃次郎12・死にいそぐ女（2001年5月1日、テレパック） - 佐野伸明 役
- 剣客商売 第2シリーズ 第4話「婚礼の夜」（2000年、フジテレビ / 松竹） - 駒井 役
- はぐれ刑事純情派
  - （2000年） - 大友啓吾 役
  - 第14シリーズ 第14話「美人は得?キレイになりたい女の逆襲!?」（2001年） - 大和田宏 役
  - （2003年） - 島村幸司 役
  - （2003年） - 沢口刑事 役
- 真珠夫人 （2002年、東海テレビ）
- ヨイショの男 （2002年） - 森岡部長 役
- コスメの魔法 Season2（2005年） ‐ 野田正幸 役
- 偽りの花園 （2006年、東海テレビ） - 矢作斎造 役
- ジャッジ 〜島の裁判官奮闘記〜II （2008年、NHK総合）
- 水戸黄門 第43部 第2話「人情長屋で待つ女 -品川-」（2011年、TBS） - 平山外記 役
- Lドラ サギ師 リリ子 （テレビ東京）
- NHK大河ドラマ
  - 天地人 （2009年）
  - 麒麟がくる （2020年） - 五十次 役
- 土曜時代劇 （NHK総合）
  - オトコマエ!2 第4話「里山の決戦・前編」（2009年9月26日） - 孫六 役
  - 隠密八百八町 第2話「結成! 隠密組」（2011年1月15日） - 甚右衛門 役
- 月曜ゴールデン 湯けむりバスツアー 桜庭さやかの事件簿1（2009年） - 山西刑事 役
- ドラマ24 トラブルマン （2010年6月、テレビ東京）
- FACE MAKER第7話（2010年11月18日、読売テレビ） - 朝倉会長 役
- 土曜ドラマスペシャル 神様の女房 第2話（2011年10月8日、NHK） - 川北電機・大森部長 役
- 警視庁捜査一課9係 season7 第3話（2012年7月18日、テレビ朝日・東映） - 二宮誠 役
- お葬式で会いましょう（2014年） - 金光徹忠 役
- 山田太一ドラマスペシャル 時は立ちどまらない （2014年2月22日、テレビ朝日）
- おそろし〜三島屋変調百物語 （2014年8月30日、NHK BSプレミアム） - 初五郎 役
- 相棒 season13 第14話「アザミ」（2015年2月4日、テレビ朝日・東映） - 板倉達夫 役
- ドラマスペシャル 所轄魂 （2015年9月20日、テレビ朝日・東映）
- スペシャリスト 第7話（2016年2月25日、テレビ朝日・東映） - 古堂麻人 役
- スリル!〜赤の章・黒の章〜 （2017年） - 徳田源三 役
- 特捜9
  - （2018年） - 日村太一 役
  - （2019年） - 斎藤隆史 役
- 風の市兵衛 （2018年） - 五十八 役
- ウルトラマンデッカー （2022年 - 2023年、テレビ東京） - アスミダイシロウ 役

### ラジオドラマ
- 青春アドベンチャー（NHK-FM）
  - 「火喰鳥 羽州ぼろ鳶組」（2018年7月23日 - 8月3日）[2] - 金五郎　役

### Vシネマ
- 女釣り（1996年）
- Another XX ダブルエックス 狂愛（1997年）
- 悪銭狩り（2000年）
- 捜査線 LINE OVER（2010年） - 刑事課長 高寺重雄 役
- ギャングコネクション（2010年） - マルヤマ先生 役

### CM
- アコム
- キリンビール
- セガ